# 俠客英雄傳
《俠客英雄傳》是由精讯资讯开发的电子角色扮演游戏，游戏于1991年发行，对应DOS平台。该作为武侠题材，玩法和框架则以《勇者斗恶龙》为蓝本。

## 玩法
《俠客英雄傳》是电子角色扮演游戏（RPG），玩法和框架以日本的《勇者斗恶龙》为蓝本。游戏中有娶妻元素，玩家可从四位少女中选择。

## 情节
游戏舞台设定于明朝，西域「魔教」教主意图一统中原武林。玩家扮演出身广州的主人公，北上击败魔教势力。

## 发行
《俠客英雄傳》由精讯资讯开发，于1991年7月发行。2016年，该作以《俠客英雄傳25周年紀念版》为题登录Android设备，采用免费游玩商业模式。

## 评价
遊民星空的稿件將該作和大宇資訊的《轩辕剑》、智冠科技的《神州八剑》並稱為最早的武俠RPG。触乐编辑sigil稱《俠客英雄傳》为「武侠RPG的始祖之一」，后来被《仙剑奇侠传》「彻底掩盖了光芒」。

## 续作
1997年，精讯资讯跳过二代版本，在DOS平台推出后传《俠客英雄傳3》。该作2004年以《俠客英雄傳XP》为题登录Windows平台，2016年7月6日以《侠客英雄传》之名推出iOS版。